# Głogówek
Głogówek (udtale: GWO-goo-veck [ɡwɔˈɡuvɛk], tysk: Oberglogau, tjekkisk: Horní Hlohov, schlesisk: Gogōwek) er en by i den sydlige del af voivodskabet Opole i det sydlige Polen. Byen har 5.642(2021) indbyggere og et areal på 22,06 km². Den er en del af powiatet (amt) Prudnik.
Byen ligger ca. 35 km fra Opole, hovedstaden i voivodskabet Opole, og er omkring 10 km fra grænsen til Tjekkiet. Byens navn kommer fra det polske ord głóg, der betyder tjørn. Planten var rigelig i området, da byen blev grundlagt. Byen er kendt for sin velbevarede middelalderlige bykerne, markedsplads og mange arkitektoniske monumenter.

## Historie
Tidligere mente man, at den første historiske omtale af Głogówek var i år 1076, men dette vides nu at være falsk. Den første utvetydige historiske omtale af Głogówek i en schlesisk kilde stammer fra 1212. Denne kilde er en liste over landsbyer, som betalte tiende til Leubus-klostret. Landsbyen blev omtalt som "Glogov" i den latin tekst, som i nogen detaljer beskriver landsbyens grænser. Denne beskrivelse kunne kun gælde for den nuværende landsby og anses for at være den første utvetydige omtale af Głogówek. Det var en del af Hertugdømmet Opole af det fragmenterede Piast-regerede Polen. Byrettigheder blev givet til Głogówek af lokale hertuger i 1275.
I 1327 faldt Głogówek under Bøhmens overherredømme, men det forblev under styret af lokale polske hertuger fra Piast-dynastiet indtil 1532. Byens byrettigheder blev fornyet igen i 1373, denne gang med Magdeburg-rettigheder. I 1379 blev der bygget en kirke,Saint Bartholomews. Kun få år senere byggede hertugen Vladislaus 2. af Opole, endnu et stort kloster i Mochów, forbundet med Częstochowa i området. Fra 1420 til 1460 var Głogówek hovedstad i Hertugdømmet Głogówek og Prudnik, som i 1460 blev reintegreret med Hertugdømmet Opole.
I 1532 blev byen indlemmet i Lande under Bøhmens krone. Fra slutningen af 1500-tallet var det ejet af familien Oppersdorff. George 3. Oppersdorff byggede som tilhænger af katolicismen adskillige kapeller i det 17. århundrede og gjorde byen til en regional pilgrimsmål. På grund af sin katolicisme måtte han under Trediveårskrigen søge tilflugt i det nærliggende Polen, hvor han takket være hjælp fra den polske kong Vladislav 4. Vasa, boede han på Wawel og Niepołomice kongeslotte. Under krigen, i 1632, blev byen invaderet og delvist ødelagt af sachsiske tropper, og i 1643 blev den stort set ødelagt af det svenske tropper, og omkring 500 af dets indbyggere døde af en epidemi. I 1645 vendte Głogówek tilbage til Polen under Huset Vasa. Under den svenske invasion af Polen opholdt sig polske konge Johan 2. Kasimir Vasa på slottet i Głogówek fra den 17. oktober 1655 til den 18. december af samme år.